# 秋葉ミキ
秋葉 ミキ（あきば みき、1981年7月16日 - ）は、日本の女性モデル、タレントで、元レースクイーン。
東京都出身、愛称は「みきんこ」。

## 来歴・人物
3人兄妹の長女（弟が2人いる）として出生。中学時代はバドミントン部、高校時代はJRC（青少年赤十字）部に入っていた。
短大在学中の2001年頃からモデルの仕事を開始し、2005年、スーパー耐久「浅野レーシング“WAPS Pocket Queen”」としてRQデビュー。その後2006年「オーリンズギャル」を経て、2008年のSUPER GTでは、花清真由子、杉澤友香、深月エミと共に「ユンケルガール」を務めた。
2008年からは競艇に関する仕事を始め、日本レジャーチャンネル（JLC）の番組『GOLDEN BOYS』でリポーターを務めた。
2009年には富士スピードウェイイメージガール「クレインズ」として、ますあや、布施曜子と共に活動。2010年の全日本ロードレース選手権と鈴鹿8時間耐久ロードレースでは「MUSASHi RT HARC PROレースクイーン」を務めた。
2011年2月2日、自身のブログで入籍を発表。3月に披露宴を挙げる予定だったが、東日本大震災の影響により8月27日に延期となった。同年、それまで所属していたアウラ・エージェントが事業停止したことに伴い、2012年1月1日よりTCPに移籍。同時に秋葉ミキから「桜井 みき」に改名（声優の桜井みきとは同姓同名の別人）し活動を続けたが、2014年7月26日に第一子となる男児を出産したことに伴い、わずか2年半で元の名前に戻した。その後2016年8月31日に第二子の男児を出産し、現在は二児の母である。
プライベートでは松田亜衣、金田真由子、風戸えり、Satokoと仲が良く、「ガールズ会」として一緒に食事や旅行に行ったりする程である。

### 所持免許・資格
- 普通自動車運転免許
- 栄養士免許
- 英検3級
- パソコン検定3級

## 出演

### テレビ

#### 現在の出演番組
- あらぶんちょ!（東京ケーブルネットワーク）
- マイタウン市川（ジェイコム市川）
- 地元グルめぐり（ジェイコム船橋習志野）
- デイリーニュース（J:COM 川越）

#### 過去の出演番組
- SMAP×SMAP（フジテレビ、関西テレビ）
- CAR Hyper（東京MXテレビ）
- ドドドドTV（静岡朝日テレビ）
- ハッピーバースデー!（フジテレビ）
- SURE SUREガレッジセール（TBS）
- つんくタウン（フジテレビ）
- 欽ちゃんの仮装大賞（日本テレビ）
- The独占サンデー（日本テレビ）
- TXNニュースアイ（テレビ東京）
- ビートたけしのTVタックル（テレビ朝日）
- ぐるぐるナインティナイン（日本テレビ）
- トゥナイト2（テレビ朝日）
- ネッとび!（テレビ東京）
- ロンドンハーツ（テレビ朝日）
- 女子アナ水着ニュース（MONDO21）

### Vシネマ
- 無人島物語〜BRQ〜

### DVD
- ORC レースクイーン
- ディライトコレクション

### 写真集
- レースクイーン
- ENDLESS 2002
- ポニーキャニオンのレースクイーン